# Hrádek (Rokycanyi járás)
Hrádek település Csehországban, Rokycanyi járásban. Hrádek Kamenný Újezd, Mirošov és Dobřív településekkel határos. Lakosainak száma 2801 fő (2024. január 1.).

## Népesség
A település lakosságának változását az alábbi diagram mutatja:
| Lakosok száma | 691  | 612  | 758  | 2174 | 3358 | 2844 | 2839 | 2831 | 2722 | 2801 |
|               | 1869 | 1900 | 1921 | 1961 | 1980 | 2011 | 2016 | 2019 | 2021 | 2024 |